# Markéta Colonna
Blahoslavená Markéta Colonna (italsky Margherita Colonna; 1255 Palestrina, Papežský stát — 30. prosince 1280 Castel San Pietro, Řím Papežský stát) byla italská šlechtična a řeholnice z rodu Colonna.

## Život
Spolu se svými následovnicemi vytvořila řeholní komunitu na Mt. Prenestino nad Palestrinou, kde sestry žily v souladu s františkánskou spiritualitou v chudobě a rozjímání a pomáhaly chudým a nemocným. V jejích životopisech se mluví o tom, že měla stigmata a v posledních sedmi letech svého života trpěla žaludečními vředy. Zemřela v pověsti svatosti a její neoficiální památka byla církví původně tolerována a ctěna zejména v oblastech vlivu jejího rodu.
V roce 1285 papež Honorius IV. prohlásil jí založenou komunitu, která stále fungovala, za oficiální součást klarisek, a věnoval jim klášter San Silvestro in Capite. V roce 1847 ji papež bl. Pius IX. blahořečil. Její památka je připomínána 30. prosince, o výročí její smrti, zejména ve střední Itálii a v řadách františkánské rodiny.